# Герб Одеської області
Герб Оде́ської о́бласті є символом Одеської області, затверджений 21 липня 2002 року рішенням Одеської обласної ради.

## Опис
Герб подається на іспанському щиті. Основне синє поле оточене широкою червоною каймою (бордюром). Головна гербова фігура — одеський срібний якір—кішка. На бордюрі горішня центральна фігура — золотий сніп колосся, обабіч ідуть шість золотих якорів, у центрі внизу — виноградне гроно. Довкола щита розміщено золотий вінок колосся, переплетений виноградною лозою.

## Значення символів
Якір символізує надію та порятунок. Якір-кішка — символ торговельного мореплавства, зв'язок річкових та морських комунікацій. Якорі на бордюрі символізують військове значення та судноплавну базу. Сім якорів (якір-кішка та шість у бордюрі) відповідають кількості портів Одещини.
Сніп хліба символізує багатство та єдність людей, як колосків у снопу. Він є знаком хліборобства і степової частини Одеської області (давній герб Балти — золотий сніп у синьому полі).
Виноградне гроно символізує спільну ідею, внутрішню згоду. Символ відображає південну частину Одещини (знак Білгорода-Дністровського — виноградна лоза у червоному полі), а також виноградарство та виноробство.
Автори гербу: П. В. Бондаренко, М. В. Мурманов та художники Г. Ш. Фаєр і Л. Л. Брук.